# Proales alba
Proales alba is een raderdiertjessoort uit de familie Proalidae. De wetenschappelijke naam van deze soort is voor het eerst geldig gepubliceerd in 1939 door Wulfert.